# Feira Franca de Pontevedra

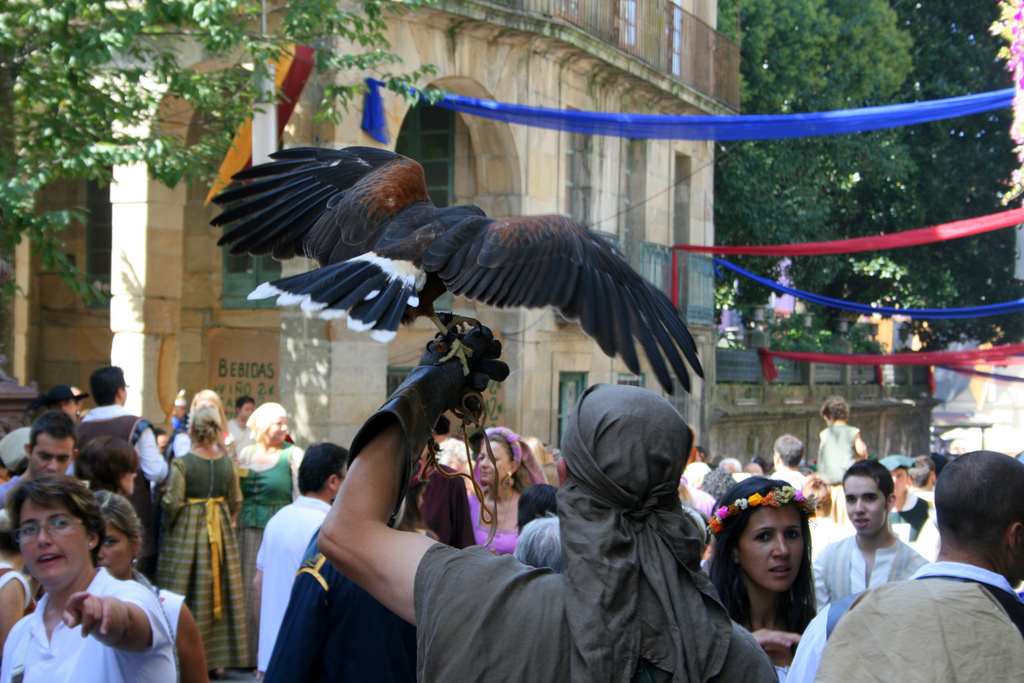
Edició del 2010

La Feira Franca (Fira franca) és una festa celebrada a la ciutat gallega de Pontevedra el divendres a la tarda i el dissabte del primer cap de setmana del mes de setembre. L'any 2013 va ser declarada festa d'interès turístic per la Xunta de Galícia. Està ambientada en l'edat mitjana, i inclou animació als carrers, menjars típics, música, tallers i artesania, entre d'altres.
Té el seu origen en el mercat lliure d'impostos que va començar a celebrar-se a la ciutat per un privilegi reial instaurat per Enric IV el 1467, amb la celebració d'una festa d'un mes de duració al voltant del 24 d'agost, en honor de Sant Bartomeu apòstol. A les fires medievals s'hi congregaven les classes socials més altes amb les més baixes al voltant del mercat.
La primera edició es va celebrar l'any 2000 i des de llavors atreu a un gran nombre de gent. Els veïnses vesteixen amb roba d'inspiració medieval i el nucli antic de la ciutat retrocedeix en el temps amb disfresses, carros i cavalls, condemnats a la forca, ferrers i altres personatges.
En els últims anys s'ha dedicat a algun aspecte. L'any 2006 es va dedicar als irmandiños, el 2007 al mar i el 2008 a l'agricultura. En la desena edició, celebrada el 2009, la fira va rebre el nom de Amor, escarnio e maldicir, en homenatge a les cantigues medievals en llengua gallega. El 2013 es va dedicar als invents, el 2014 a l'astronomia i el 2015 a l'alquímia.